# Last Look At Eden (sång)
Last Look at Eden är Europes första singel från bandets åttonde skiva med delat namn. Låten är skriven av Joey Tempest och Andreas Carlsson och släpptes den 8 juni 2009. Andreas Carlsson är även "bakgrundssångare" på låten. 
En musikvideo spelades in som regisserades av Patric Ullaeus. 

## Listplaceringar
| Singeltoplistan (2009) | Topplacering |
| ---------------------- | ------------ |
| Sverige                | 50           |

## Musiker
- Joey Tempest - sång
- John Norum - gitarr
- John Levén - elbas
- Mic Michaeli - keyboard, Piano
- Ian Haugland - trummor

### Fotnoter
1. ↑  http://hitparad.se/showitem.asp?interpret=Europe&titel=Last+Look+At+Eden&cat=s